# ياسين زوشو
ياسين زوش (بالإنجليزية: Zouc)‏  (و. 1950  م) هي فكاهية، وممثلة مسرحية، وممثلة أفلام، ومؤلفة سويسرية.

## وصلات خارجية
- ياسين زوشو على موقع IMDb (الإنجليزية)
- ياسين زوشو على موقع ألو سيني (الفرنسية)
- ياسين زوشو على موقع أول موفي (الإنجليزية)
- ياسين زوشو على موقع قاعدة بيانات الفيلم (الإنجليزية)
- ياسين زوشو على موقع كينوبويسك (الروسية)